# Ариас, Хуниор
Ху́ниор Габриэ́ль А́риас Ка́серес (исп. Junior Gabriel Arias Cáceres; родился 17 мая 1993 года, Монтевидео, Уругвай) — уругвайский футболист, нападающий клуба «Палестино».

## Клубная карьера
Ариас — воспитанник клуба столичного клуба «Ливерпуль». 4 мая 2013 года в матче против «Хувентуд Лас-Пьедрас» он дебютировал в уругвайской Примере. В начале 2014 года для получения игровой практики Хуниор на правах аренды перешёл в «Эль Танке Сислей». 2 февраля в поединке против столичного «Феникса» он дебютировал за новую команду. Спустя неделю в матче против «Хувентуд Лас-Пьедрас» Ариас забил свой первый гол за новую команду. По окончании аренды Хуниор вернулся в «Ливерпуль», который к тому времени вылетел в Сегунду. После ухода основных футболистов из-за вылета из элиты, Ариас получил место в основе. 13 сентября в поединке против «Торке» он сделал «дубль» забив свои первые голы за родную команду. 1 ноября в матче против «Пласа Колония» Хуниор пять раз поразил ворота соперников. По итогам сезона Ариас помог Ливерпулю занять первое место в Сегунде и вернуться в элиту, а сам с 17 мячами стал вторым в списке лучших бомбардиров второго дивизиона. 5 сентября 2015 года в матче против «Серро» он забил свой первый гол за родной клуб в высшем дивизионе.
По итогам сезона 2015/16 Ариас поделил первое место в списке лучших бомбардиров чемпионата Уругвая с Гастоном Родригесом. Оба футболиста забили по 19 мячей в Примере.

## Международная карьера
В 2015 году Хуниор стал победителем Панамериканских игр в Канаде. На турнире он сыграл в матчах против Тринидада и Тобаго, Парагвая и дважды Мексики.

## Достижения
Клубные
 «Ливерпуль» (Монтевидео)
- Сегунда — 2014/2015
- Лучший бомбардир чемпионата Уругвая 2015/16

Международные
 Уругвай (до 22)
- Панамериканские игры — 2015